# Vladimír Bouček
Vladimír Bouček (* 14. srpna 1955, Písek) je český architekt, výtvarník a ilustrátor. 
Jeho architektonická činnost je zaměřena na interiérovou tvorbu, výstavnictví a stálé muzejní expozice. Významná je i jeho výtvarná činnost – malba, užitá grafika, ilustrátorská práce pro děti, ilustrace knih a časopisů.
Je činný i v zahraničí a za svou činnost získal řadu prestižních ocenění.

## Život a vzdělání
Vladimír Bouček vystudoval Gymnázium v Písku (1971–1974) a Fakultu architektury ČVUT v Praze (1974–1980) – absolvoval u prof. Věkoslava Pardyla.
Po ukončení studií pracoval ve společnosti Hikor Písek, kde se podílel na realizacích interiérů, včetně přístavního komplexu Morvagzal v Leningradě. Mezi lety 1983 a 1993 působil jako architekt a hlavní výtvarník Výstaviště České Budějovice.
Od roku 1993 pracuje samostatně jako architekt, výtvarník a ilustrátor.  

## Kariéra a důležité projekty
Je autorem mnoha stálých muzejních expozic, například Prácheňského muzea v Písku, které získalo r. 1996 v Barceloně ocenění „Evropské muzeum roku 1996“. Mezi další významné realizace patří Stálé expozice Muzea Dr. B. Horáka v Rokycanech, Centrum ilustrace a Radka Pilaře ve Sladovně v Písku, Stálá expozice „Třeboňsko Krajina a lidé“ na zámku Třeboň a.d.
Spolupracoval s klienty jako Ministerstvo kultury ČR, Národní muzeum v Praze, Gucci, HUGO BOSS, Koh-i-noor Hardtmuth.
Mezi lety 1992–2025 navrhl a zrealizoval na 1500 výstavních expozic v ČR a na veletrzích po celé Evropě.

## Osobní život
Vladimír Bouček žije a pracuje v Písku, Praze a Českých Budějovicích. Jeho manželkou je herečka Veronika Freimanová (* 1955). Syn Jan (* 1979) je architekt, dcera Bára (* 1983) je bakalářkou umění.